# Малая Талмовая
Малая Талмовая (в верховье — Прямушка) — река в Кемеровской области России. Устье реки находится в 6 км по правому берегу реки Талмовая. Длина реки составляет 20 км. Левый приток — Кедровка.

## Данные водного реестра
По данным государственного водного реестра России относится к Верхнеобскому бассейновому округу, водохозяйственный участок реки — Иня, речной подбассейн реки — бассейны притоков (Верхней) Оби до впадения Томи. Речной бассейн реки — (Верхняя) Обь до впадения Иртыша.